# Henrietta Mbawah
Henrietta Mbawah (c. 1988-17 de febrero de 2023) fue una actriz, cineasta y activista social de sierraleonesa. Es más conocida como directora del cortometraje Jattu y por su participación en el cortometraje Ebola Checkpoint.

## Carrera profesional
Comenzó a actuar en series de televisión con papeles menores y no acreditados. En 2016 realizó el cortometraje Jattu, cuya historia gira en torno a una sobreviviente al brote del virus de ébola en África, una niña llamada Jattu. El mismo año, participó en el cortometraje Ebola Checkpoint interpretando a una periodista. También es la directora ejecutiva de Manor River Entertainment Company. En 2019, ganó el premio Sister's Choice por su participación en el empoderamiento femenino en Sierra Leona.

## Filmografía parcial
| Año  | Película         | Papel           | Género       |  |
| ---- | ---------------- | --------------- | ------------ |  |
| 2016 | Ebola Checkpoint | Directora       | Cortometraje |  |
| 2016 | Jattu            | Como periodista | Cortometraje |  |